# Гутман, Наталия Григорьевна
Ната́лия Григо́рьевна Гу́тман (род. 14 ноября 1942, Казань, Татарская ССР) — советская и российская виолончелистка, педагог. Народная артистка СССР (1991). Лауреат Государственной премии России (2000).

## Биография
Наталия Гутман родилась 14 ноября 1942 года в Казани.
С 5 лет играла на виолончели, училась у своего отчима, виолончелиста Р. Е. Сапожникова, а с 14 лет у деда А. А. Берлина. До второго класса училась в Музыкальной школе имени Гнесиных, затем — в Центральной музыкальной школе при Московской консерватории им. П. И. Чайковского у С. З. Асламазяна и Г. С. Козолуповой. Уже в девять лет сыграла свой первый сольный концерт в музыкальной школе. В 1964 году окончила Московскую консерваторию по классу Г. С. Козолуповой, в 1968 — аспирантуру при Ленинградской консерватории им. Н. А. Римского-Корсакова (руководитель М. Л. Ростропович). Решающее воздействие на её формирование как музыканта оказали С. Т. Рихтер, с которым дружила и многократно музицировала, и О. М. Каган, ставший её мужем.
С 1964 — солистка Москонцерта, с 1976 — Московской филармонии.
С 1962 года гастролирует за рубежом.

### Творческая деятельность
Репертуар виолончелистки включает широкий круг композиторов от И. С. Баха и Л. Боккерини до Д. Д. Шостаковича и В. Лютославского.
Выступала с Венским филармоническим оркестром, Берлинским филармоническим оркестром, Мюнхенским филармоническим оркестром, Симфоническим оркестром Санкт-Петербургской филармонии, Лондонским симфоническим оркестром, оркестром Концертгебау (Нидерланды), Филадельфийским оркестром Государственным симфоническим оркестром России, Российским национальным оркестром, играла в ансамблях с С. Т. Рихтером, И. Стерном, О. М. Каганом, Э. К. Вирсаладзе, М. Аргерих, А. Б. Любимовым, Ю. А. Башметом, Б. Берманом, Е. Кисиным, Ю. Рахлиным и др.
Ей посвящены сочинения А. Г. Шнитке (соната для виолончели и фортепиано (1978) и виолончельный концерт), Э. В. Денисова, С. А. Губайдулиной.
С 1982 года была постоянным участником основанного С. Т. Рихтером фестиваля «Декабрьские вечера», ежегодно проводимого в Музее изобразительных искусств имени А. С. Пушкина.

### Просветительская деятельность
Принимает участие в международных конкурсах в качестве члена жюри. С 1990 года — организатор и художестренный руководитель ежегодного музыкального фестиваля памяти О. Кагана в Кройте (Германия), с 1999 — Международного фестиваля камерной музыки «Посвящение Олегу Кагану» в Москве. В 1992 году вместе с К. Аббадо организовала мини-фестиваль «Берлинские встречи», которым руководила до 2000 года. Участвует в крупнейших международных музыкальных фестивалях (Люцернский фестиваль (Швейцария), Зальцбургский фестиваль (Австрия), фестиваль «Би-Би-Си Промс» в Лондоне, Берлинском фестивале (Berliner Festwochen).

### Педагогическая деятельность
В 1967—1977 и с 1996 года преподаёт в Московской консерватории, профессор, ведёт класс виолончели на факультете исторического и современного исполнительского искусства. В 1991—2004 годах — профессор Штутгартской высшей школы музыки и театра. Регулярно проводит мастер-классы по всему миру. В 2006 году вела мастер-класс в Русской консерватории имени С. В. Рахманинова в Париже. Среди учеников: Е. Ксаверьев, М. Мильман, М. Самсонов, Д. Ферштман, С. Фирлей, А. Бузлов, Д. Прокофьев, А. Котляревский, А. Чубачин и другие.
С 2001 года также преподаёт в Музыкальной школе во Фьезоле (Италия).

### Благотворительная деятельность
Член попечительского совета благотворительного фонда помощи хосписам «Вера» в Москве.

### Семья
- Дед — Анисим Александрович Берлин (1896—1961), скрипач, концертмейстер Госоркестра СССР, музыкальный педагог, заслуженный артист РСФСР (1934)
- Отец — Альфред Анисимович Берлин (1912—1978), химик-органик, заслуженный деятель науки и техники РСФСР (1978, посмертно), лауреат Сталинской премии (1949)
- Мать — Мира Яковлевна Гутман (1914—1982), пианистка, выпускница Московской консерватории по классу Г. Нейгауза[6][7]
- Отчим — Роман Ехиллович Сапожников (1903—1987), виолончелист, методист и музыкальный педагог (автор учебных пособий по игре на виолончели)
- Первый муж — Владимир Алексеевич Мороз (1929—2019), художник, коллекционер, издатель
  - Сын — Святослав Мороз (род. 1965), скрипач, лауреат международных конкурсов
- Второй муж — Олег Моисеевич Каган (1946—1990), скрипач, заслуженный артист РСФСР (1986)
  - Дочь — Мария Каган, скрипачка, с 2004 года работает в симфоническом оркестре в Порту, (Португалия)
  - Сын — Александр Каган (род. 1984), скрипач, концертмейстер Бергенского оркестра

## Награды и звания
- Лауреат музыкального конкурса 7-го Всемирного фестиваля молодежи и студентов (1-я премия, 1959, Вена)
- Лауреат Всесоюзного конкурса музыкантов-исполнителей (2-я премия, 1961, Москва)
- Лауреат конкурс виолончелистов имени А. Дворжака в рамках Международного музыкального фестиваля «Пражская весна» (1-я премия, 1961, Прага)
- Лауреат Международного конкурса им. П. И. Чайковского (разделила 3-ю премию с М. Э. Хомицером, 1962, Москва)
- Лауреат Международного конкурса камерных ансамблей (1-я премия совм. с А. А. Наседкиным, 1967, Мюнхен)[8].
- Заслуженная артистка РСФСР (1984)
- Народная артистка СССР (1991)
- Государственная премия Российской Федерации (2000)
- Орден «За заслуги перед Отечеством» IV степени (2007)
- Орден Почёта (2013)
- Офицер ордена «За заслуги перед Федеративной Республикой Германия» (2005)
- Благодарность Президента Российской Федерации (2002) — за большой вклад в развитие музыкального искусства[9].
- Премия имени Д. Д. Шостаковича (Фонд Ю. Башмета, 2002)
- Премия «Триумф» (2002).